# 蔣達
蒋达（1467年—1519年），字文孚，直隶扬州府江都縣人，南京留守後衛軍籍。明朝政治人物。

## 生平
治《詩經》，行三，由國子生中式弘治八年（1495年）乙卯科應天府鄉試第一百六名舉人，年四十二歲中式正德三年（1508年）戊辰科會試第二百五十五名，第三甲第二百十四名進士。任嘉兴县知县，拜南京監察御史。值宁王朱宸濠叛，出军江上， 以劳遘疾卒。事闻，赠光禄寺少卿，谕祭。

## 家族
曾祖蒋兴一。祖父蒋得。父蒋順。前母张氏；母周氏。慈侍下。兄通、弟进、迪。